# Келькит (река)
Келькит (тур. Kelkit Çayı) или Келькитирмак (тур. Kelkit Irmağı) — река в Турции. Берёт исток при слиянии рек Кошмасат (Koşmasat Çayı) и Чёмледжик (Çömlecik Deresi) близ деревни Карачайыр в районе Келькит в иле Гюмюшхане в Черноморском регионе. Правый, самый длинный приток Ешильырмака (Ириса), в который впадает близ деревни Кызылчубук в районе Эрбаа близ древнего города Евпаторииили Магнополя. Название Келькит происходит от арм. Գայլ գետ Гайл-гет, «Волчья река». Греки использовали название Лик (греч. Λύκος, «волк»), которое является переводом арм. գայլ «волк».
Протекает в илах Гиресун, Сивас и Токат. Протекает по Северо-Анатолийскому разлому.
По долине Келькита проходила древняя дорога из Вифинии в Малую Армению.
По Страбону в долине Лика находилась область Фанарея (греч. Φανἀροια), которая была богатой и плодородной, здесь выращивали маслины и виноград.
На Кельките находятся две плотины гидроэлектростанций, которые образуют водохранилища «Кылычкая» и «Чамлыгёзе».